# Árabe hadhramí
El árabe hadhrami es una variedad de árabe yemení hablado principalmente en el este de Yemen. Hablado por el pueblo Hadhrami (Ḥaḍārima) que vive en Hadhramaut. También es hablada por muchos emigrantes, que emigraron del Hadhramaut al Cuerno de África (Somalia y Eritrea), África Oriental (Comores, Zanzíbar, Kenia, Tanzania y Mozambique), Sudeste asiático, (Indonesia, Malasia, Brunéi, Singapur) y, recientemente, a los otros Estados árabes del Golfo Pérsico.